# Ясне (Тернопільський район)
Ясне́ — село в Україні, у Бережанській міській громаді Тернопільського району Тернопільської області. Розташоване на заході району. Було підпорядковане Куропатницькій сільській раді. Село, утворене в результаті об'єднання хуторів Гайок і Сеньків (1954 р.).

## Географія
Село розташоване на лівому березі річки Ценівка, лівої притоки Золотої Липи басейну Дністра за 10 км від районного центру і найближчої залізничної станції Бережани.
Для села характерний помірно континентальний клімат. Ясне розташоване у «холодному Поділлі» — найхолоднішому регіоні Тернопільської області.

## Історія

### Хутір Гайок
За переказами, місцина, на якій розташований хутір Гайок (відомий з XIX століття), була володінням священика із с. Шибалин. Назва хутора походить від посади першого поселенця — охоронця панських дібров, гайового Юрка Івашківа. Саме він був першим жителем хутора. Згодом тут поселилася родина Козаків. У 1930–1940 рр. на хуторі проживало 16 українських сімей; діяла філія товариства «Рідна школа» (1935–1939 рр.), яка об'єднувало 12 осіб (голова Василь Козак, писар Степан Білик); при ній працювали бібліотека, хор, самоосвітній гурток, гуртувалися музиканти, ткачі й шевці.
Протягом 1947–1948 рр. більшовики виселили у Сибір жителів хутора Гайок Миколу Косовського і Гната Лему; в 1950 р. — Степана Білика. На Великдень 1948 р. в бою з відділом МДБ загинула підпільниця «Настя».
У 1949 р. на хуторі – 15 дворів, 51 особа.

### Хутір Сеньків
На хутір Сеньків перші поселенці прибули, за переказами, у середині 19 ст. Першими власниками його були Синявські, від яких, імовірно, й походить назва. І хоча з часом хутір переданий у власність інших маґнатів (Потоцьких), назва залишилася. До Першої світової війни Сеньків (15 дворів) разом із фільварком належав орендаторові Берешу.
В 1914 р. підрозділ російської армії спалив фільварок; Береш утік до Бережан. Улітку 1916 р., з наближенням фронту, форналів (наймитів) евакуювали до Микулинців; у Сеньків вони й орендатор Береш повернулися 1917 р.
У 1921 р. землі на хуторі розпарцелювали між 45 сім'ями польських колоністів. Хуторяни, які до цього часу жили в Сенькові, перебралися до Бережан. На фільварку осів пан Глас, котрий купив у Береша будинок і 40 га землі.
Від 1929 р. на хуторі працювала чотирикласна школа, де навчали польською мовою.
30 січня 1940 р. зі Сенькова виселено у Сибір усіх польських господарів, а 6 березня цього ж року почали вивозити й українські сім'ї — Бунів, Вовків, Куцілів, Подільчуків, Стефінівих. Унаслідок так званого «розкуркулення» на хуторі залишилося з господарями тільки два обійстя. Решта стояли пусткою до 1942 р., коли за наказом німецького командування сюди переселено з-під Яворова і Рави-Руської (нині Львівська область) 8 сімей (оскільки там був
розташований полігон).
У 1945 р. фільварок розібрали, і радянська влада знову почала арешти. Після війни школа на хуторі працювала до 1955 року.
У 1949 р. Сеньків приєднали до колгоспу с. Комарівка; 1950 р. хутори Сеньків, Вірлів і Гайок об'єднали в самостійне господарство (голова правління Д. Куціль). У 1951 р. колгосп приєднали до господарства с. Куропатники; у 1990-х рр. майно та землі розпайовані.
12 червня 2020 року, відповідно до розпорядження Кабінету Міністрів України № 724-р «Про визначення адміністративних центрів та затвердження територій територіальних громад Тернопільської області» увійшло до складу Бережанської міської громади.
19 липня 2020 року, в результаті адміністративно-територіальної реформи та ліквідації Бережанського району, село увійшло до складу Тернопільського району.

## Населення
Населення — 24 особи (2007), 27 (2014). Дворів — 16.

### Мова
Розподіл населення за рідною мовою за даними перепису 2001 року:
| Мова       | Кількість | Відсоток |
| ---------- | --------- | -------- |
| українська | 30        | 100%     |

## Галерея

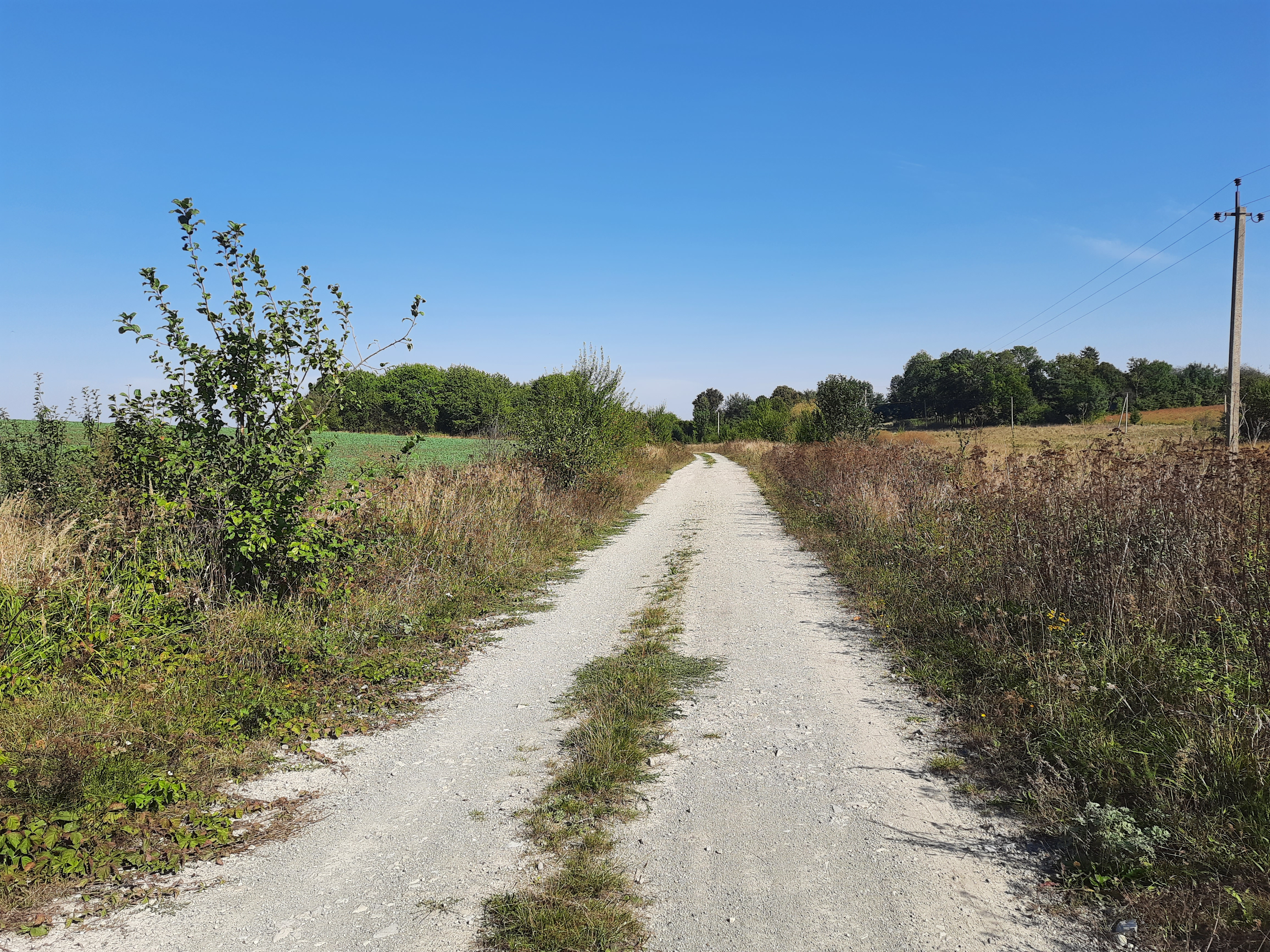
Дорога в село
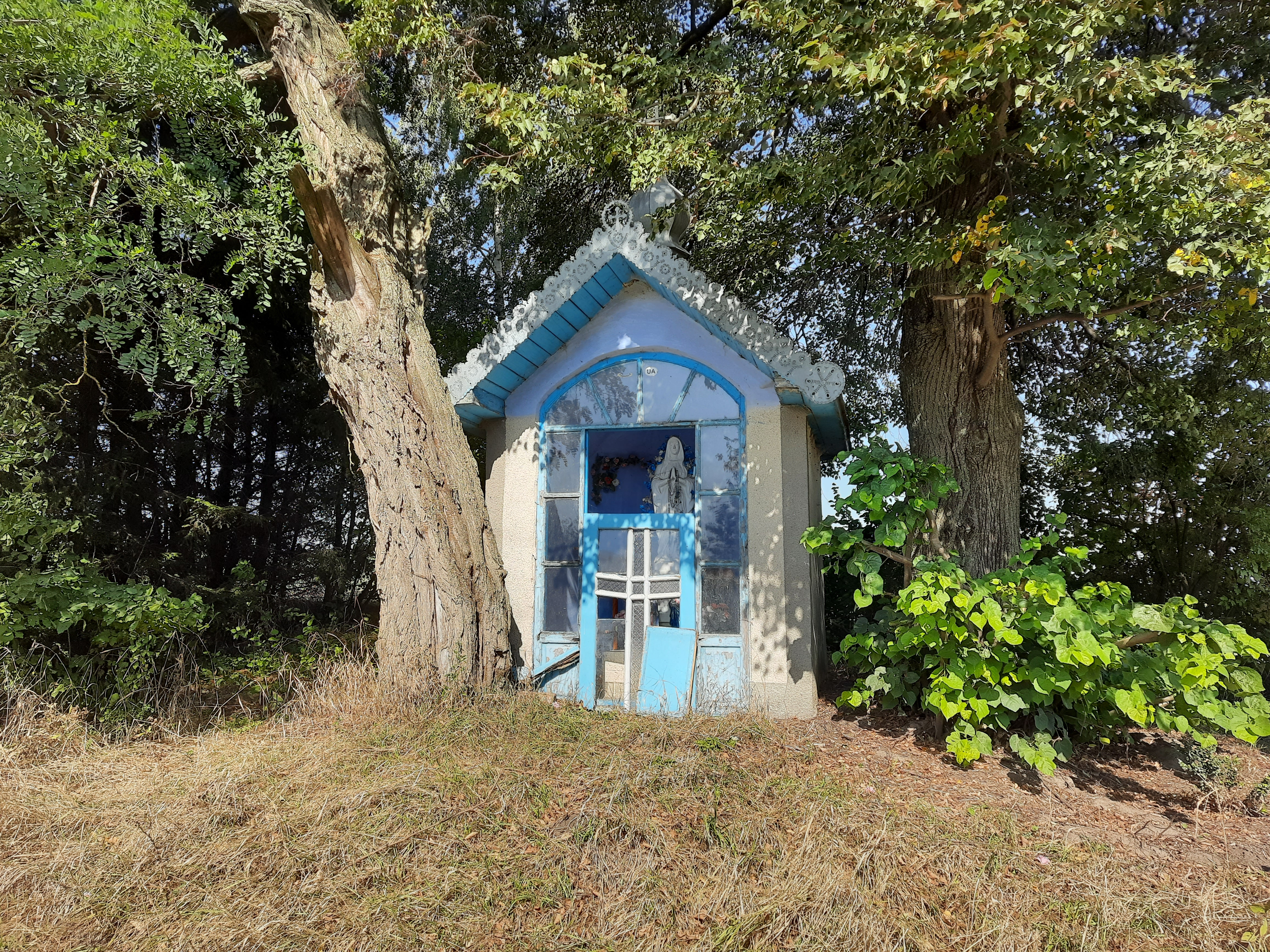
Капличка біля села
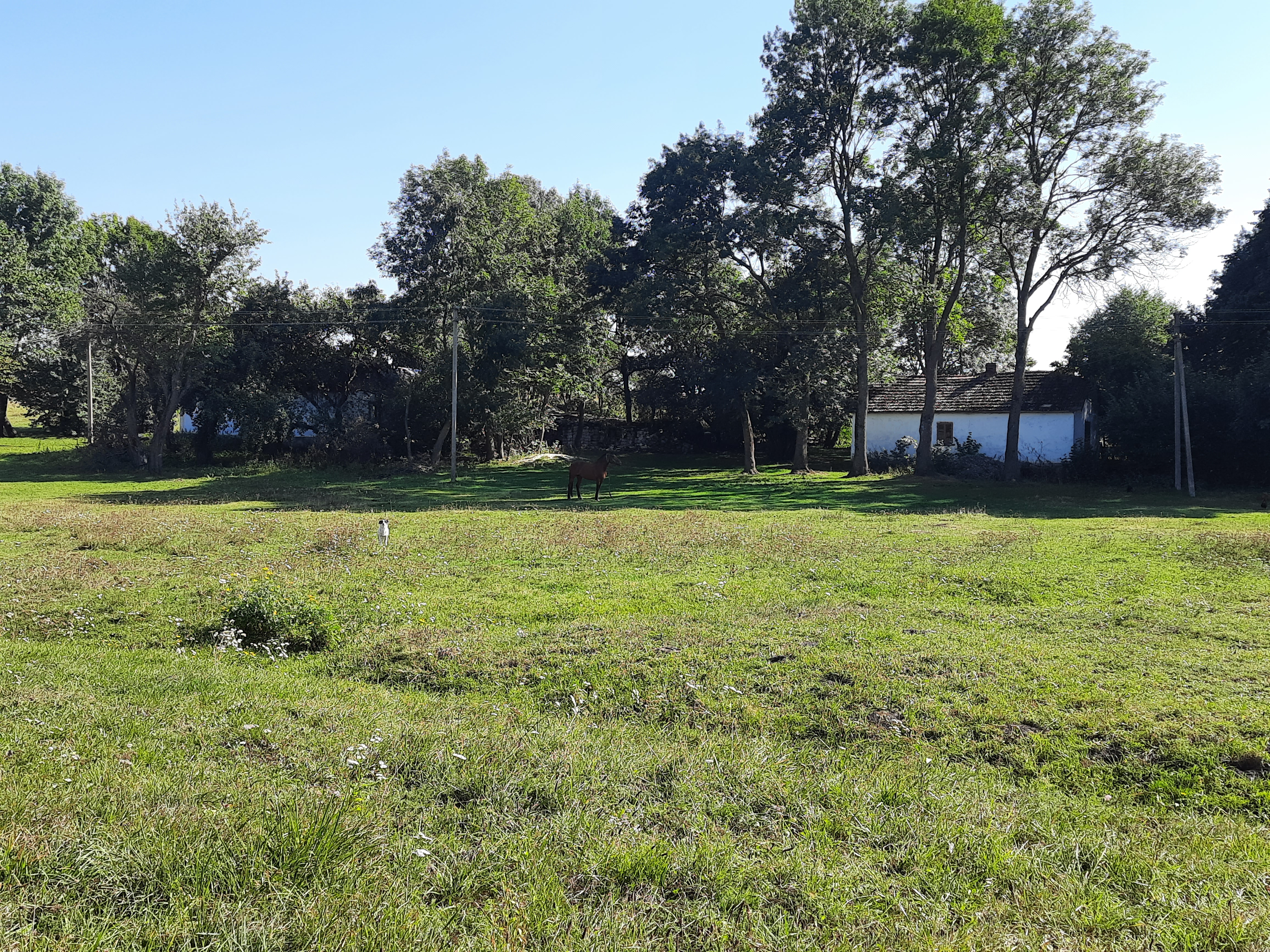
Сільські оселі
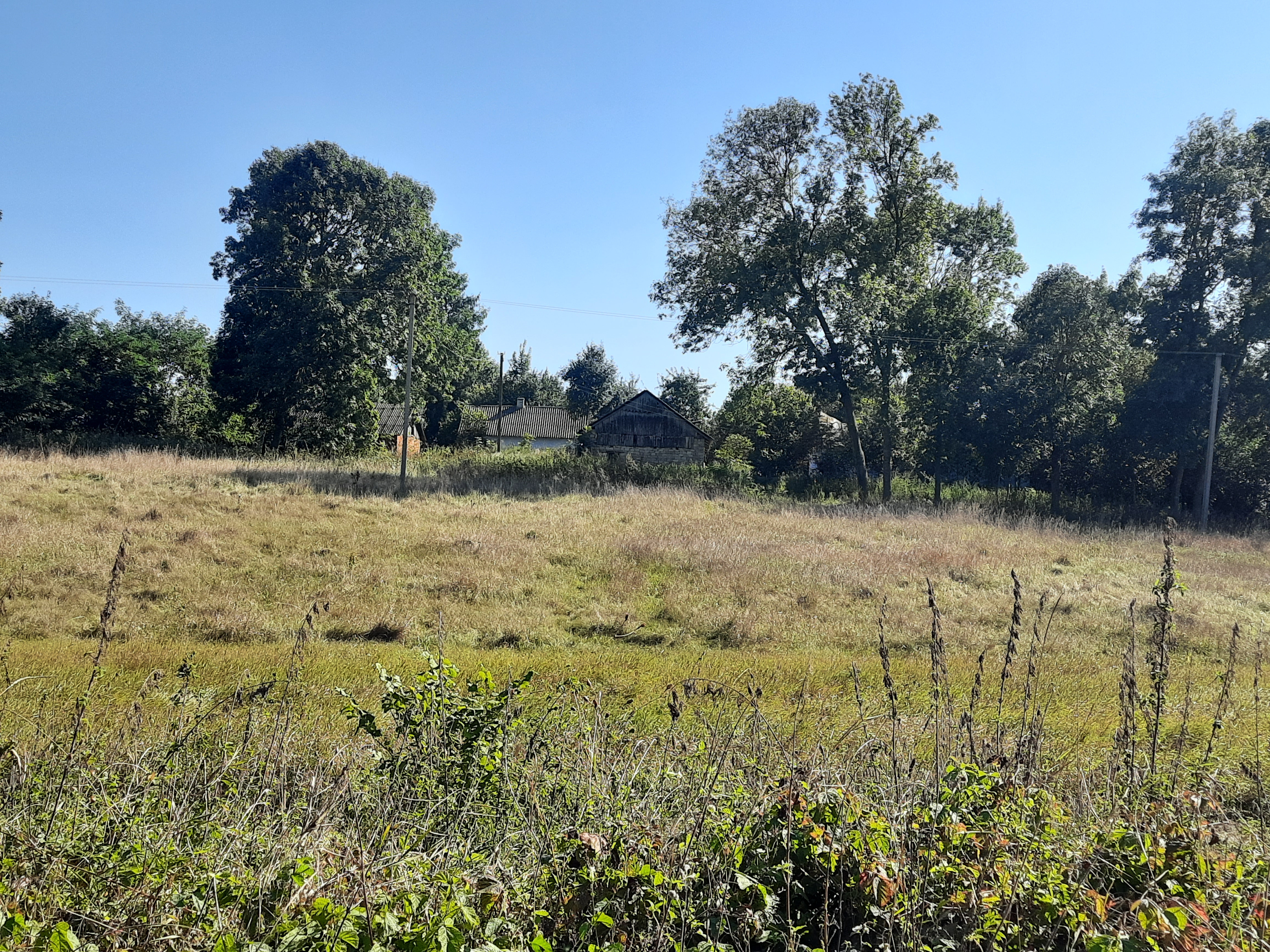
Сільський пейзаж
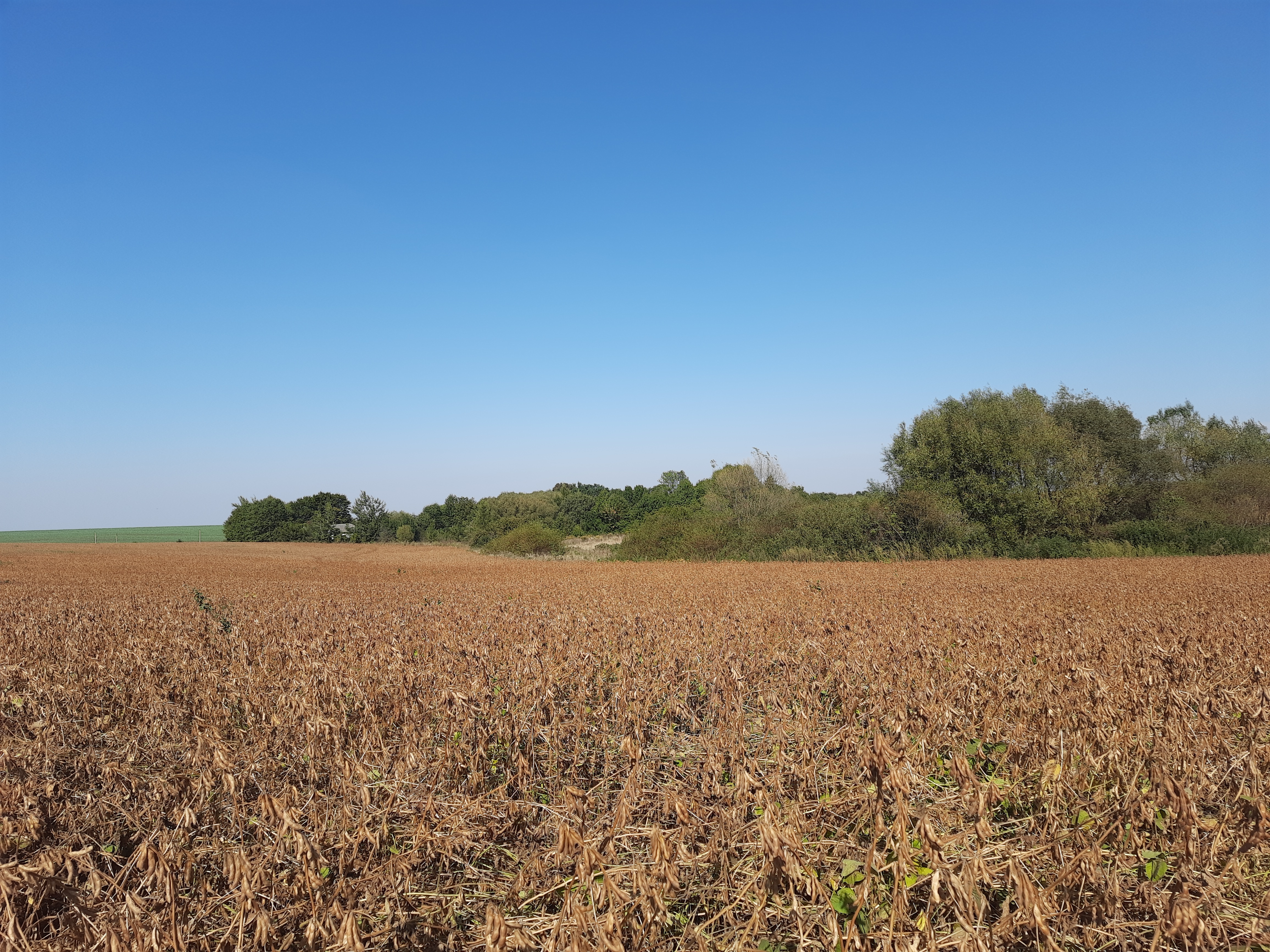
Краєвид біля села